# Tomás Taveira
Tomás Cardoso Taveira (Portimão, 14 settembre 1938) è un architetto portoghese.

## Biografia
Laureatosi al MIT (U.S.A.), è stato professore all'Università di Lisbona fino al 2003 quando è stato espulso per un processo disciplinare. Rimane comunque uno dei più famosi architetti del XX secolo.
La sua fama è aumentata quando negli anni 90 è stato coinvolto in uno scandalo per alcune registrazioni personali che lo mostravano in atteggiamenti sessuali con differenti giovani ragazze.

## Progetti

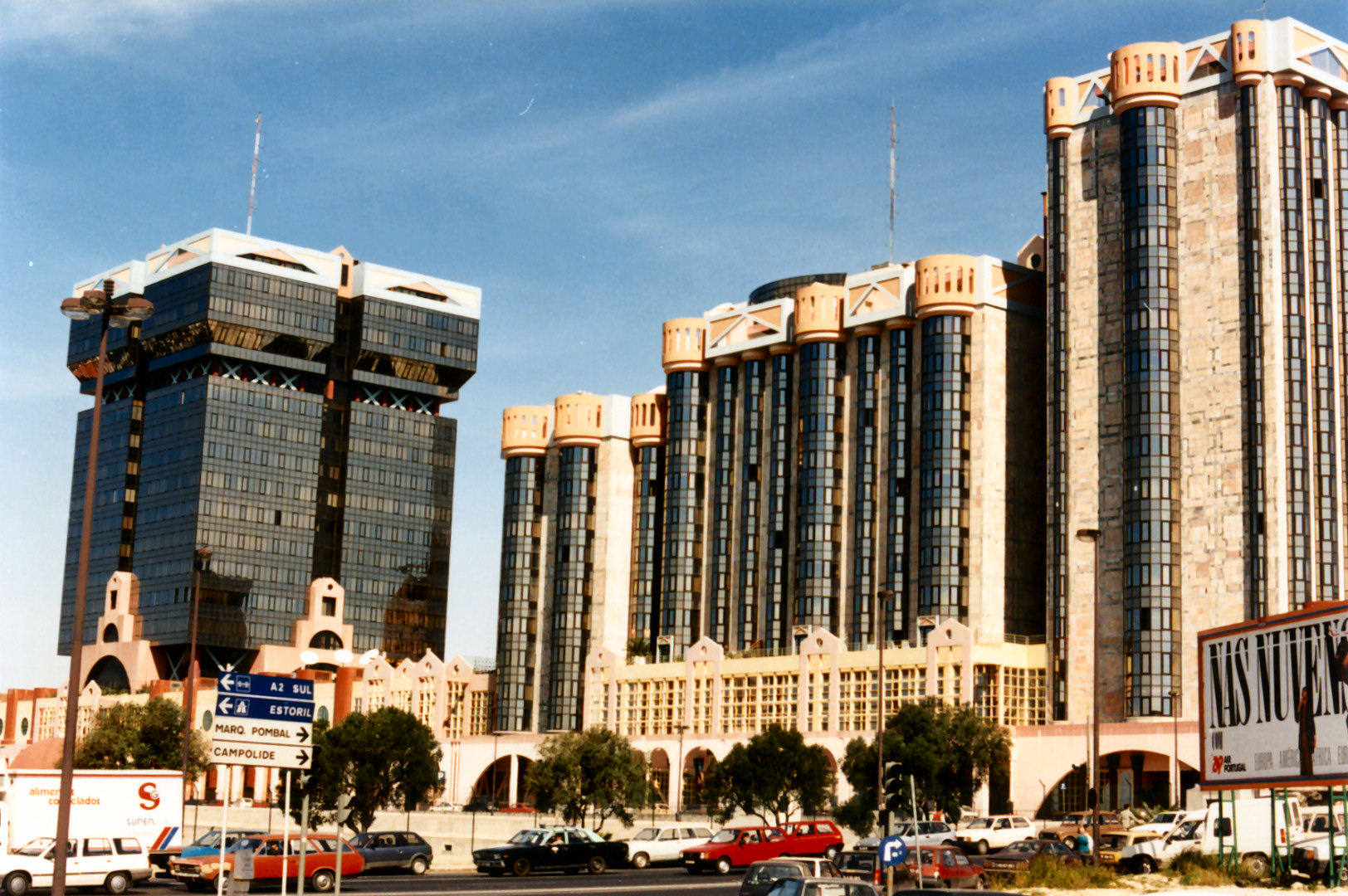
Torres das Amoreiras, Lisbona, Portogallo.

Le sue emblematiche costruzioni, tutte in Portogallo, includono:
- Torres das Amoreiras, Lisbona
- Palazzo Arco-Íris, Lisbona
- Stadio Comunale di Aveiro, Aveiro
- Estádio José Alvalade, Lisbona
- Stadio Dr. Magalhães Pessoa, Leiria